# Medalha

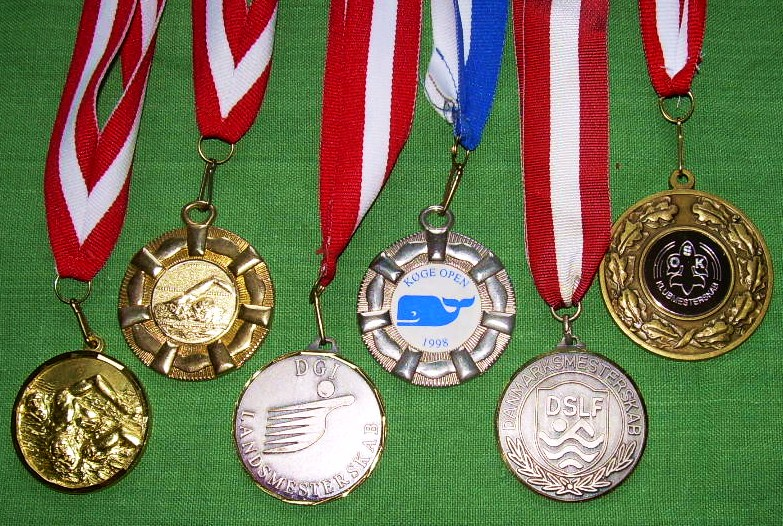
Várias medalhas de premiação com desenhos anversos, anéis de suspensão e fitas típicas de medalhas destinadas a serem cobertas sobre a cabeça e penduradas no pescoço

Medalha é um pequeno objeto artístico portátil, um disco fino, normalmente de metal, carregando um desenho, geralmente em ambos os lados. Normalmente concedidas tanto como um prêmio quanto uma ordem ou condecoração:
- por serviços prestados ao governo (por exemplo as Forças Armadas) – estritamente falando este caso refere-se apenas à medalha de aparência de uma moeda;
- por uma organização reconhecendo realizações em áreas específicas (como o Prêmio Nobel);
- para os primeiros colocados em competições esportivas (em geral recebendo as medalhas de ouro, prata e bronze).

É igualmente um objeto comum de uso devocional religioso, existindo três modelos muito populares no mundo:
- Medalha de Nossa Senhora das Graças
- Medalha de Nossa Senhora das Lágrimas
- Medalha de São Bento